# Malcolm Elliott
Malcolm Elliott (Sheffield, 1 de julho de 1961) é um ex-ciclista britânico, profissional entre 1984 e 1997. Representou o Reino Unido nos Jogos Olímpicos de 1980 e 1996.